# Кологреевка (Ульяновская область)
Кологреевка — деревня в Старомайнском районе Ульяновской области России. Входит в состав Кандалинского сельского поселения.

## География
Деревня находится в северной части Левобережья, в лесостепной зоне, в пределах Низкого Заволжья, к югу от реки Утки, на расстоянии примерно 35 километров (по прямой) к северо-востоку от посёлка городского типа Старая Майна, административного центра района.
Климат
Климат характеризуется как умеренно континентальный, с тёплым летом и умеренно холодной снежной зимой. Средняя температура воздуха самого тёплого месяца (июля) — 20 °C (абсолютный максимум — 39 °C); самого холодного (января) — −13,8 °C (абсолютный минимум — −47 °C). Продолжительность безморозного периода составляет в среднем 131 день. Среднегодовое количество атмосферных осадков составляет 406 мм. Снежный покров образуется в конце ноября и держится в течение 145 дней.
Часовой пояс
Деревня Кологреевка, как и вся Ульяновская область, находится в часовой зоне МСК+1. Смещение применяемого времени относительно UTC составляет +4:00.

## История
История Кологреевки началась с 31 августа 1844 года, при межевании, согласно общему приговору однодворцев, группа однодворцев сел Никольское (ныне с.Лесное Никольское) и Рождественное (ныне с. Старое Рождествено), получили землю в одном месте в части дачи под названием Полянки. Здесь получили землю Петр Антонович Кологреев, Николай Иванович Кологреев, Ливан Петрович Кологреев, Матвей Гаврилович Москвитин и другие. После аграрной реформы (1861) на этих землях, у ключа Черный исток, однодворцы основали деревню, названную Кологреевкой, потому что  большинство жителей деревни имели фамилию Кологреевы.
Кологреевцы как бывшие однодворцы причислялись к разряду государственных крестьян и после реформы 1866 года были хорошо обеспечены землей. 
К 1884 году в деревне было 14 дворов и 99 жителей. 
В 1918 году в Кологреевке был образован сельский Совет. 
В 1930 году в Кологреевке было 39 дворов и 186 жителей, в этом же году в деревне был упразднен сельский Совет, а деревня стала относиться к Старорождественскому сельскому Совету.
В 1931 году был создан колхоз имени Ворошилова, который объединил две деревни - Кологреевку и Сартоновку. 
К 1935 году колхоз объединял 49 хозяйств и имел 1159 гектаров земли.
С Великой Отечественной войны из кологреевцев домой не вернулись 11 человек.
В 1959 году в деревне было 107 жителей, а в 1979 году осталось 59.
На 1999 год в деревне 10 дворов и 21 житель. Основное население - пенсионеры. 

## Население
| 1889 | 1910 | 2010 |
| ---- | ---- | ---- |
| 101  | ↗122 | ↘0   |